# Mateusz Kostański
Mateusz Kostański, né le 3 mai 1999, est un coureur cycliste polonais. Il est membre de l'équipe Voster ATS.

## Biographie
Mateusz Kostański pratique assidument le cyclisme depuis l'âge de quatorze ans. Il est formé au KLTC Konin,, une structure basée au cœur de la voïvodie de Grande-Pologne. Chez les juniors, il décroche divers podiums aux championnats nationaux sur route et sur piste. Il est aussi sélectionné en équipe nationale, notamment pour participer aux championnats d'Europe juniors. 
En 2018, il intègre un club de Tarnów. Avec cette formation, il devient champion de Pologne sur route espoirs en 2021. Il intègre ensuite l'équipe continentale Voster ATS. Sous ses nouvelles couleurs, il finit notamment neuvième du Mémorial Henryka Łasaka en 2023. 
Lors de la saison 2024, il termine cinquième du championnat de Pologne du contre-la-montre, sixième du Tour d'Estonie ou encore seizième de la Famenne Ardenne Classic. La même année, il dispute le Tour de Pologne avec une sélection nationale polonaise.

## Palmarès et résultats

### Par année
- 2016
  - 2e du championnat de Pologne du contre-la-montre juniors
  - 3e du championnat de Pologne sur route juniors
- 2017
  - 3e du championnat de Pologne du contre-la-montre juniors
- 2019
  - 3e du championnat de Pologne de poursuite par équipes
- 2021
  -  Champion de Pologne sur route espoirs

### Classements mondiaux
| Année                                 | 2021  | 2022  | 2023  | 2024  |
| ------------------------------------- | ----- | ----- | ----- | ----- |
| Classement mondial                    | 2706e | 2288e | 2430e | 1066e |
| UCI Europe Tour                       | 1768e | 1436e | 1456e | nc    |
|                                       |       |       |       |       |
| Légende : nc = non classéSource : UCI |       |       |       |       |